# 黑锥头蛛
黑锥头蛛（学名：Poltys nigrinus），又名黑尖鼻蛛，是臺灣特有的园蛛科锥头蛛属动物，模式產地位於今嘉義市內。